# Saint-Vincent-sur-Graon
Saint-Vincent-sur-Graon là một xã ở tỉnh Vendée trong vùng Pays de la Loire, Pháp. Xã này có diện tích 48,79 km², dân số năm 2006 là 1277 người. Xã này nằm ở khu vực có độ cao trung bình 50 mét trên mực nước biển.

## Biến động dân số
| Năm | 1962  | 1968  | 1975  | 1982  | 1990  | 1999  | 2006  |
| --- | ----- | ----- | ----- | ----- | ----- | ----- | ----- |
| Dân số | 1 010 | 1 103 | 1 000 | 1 020 | 1 031 | 1 062 | 1 277 |
| From the year 1962 on: No double counting—residents of multiple communes (e.g. students and military personnel) are counted only once. |       |       |       |       |       |       |       |